# Franspol
Franspol sp z o.o. – polskie przedsiębiorstwo przemysłu materiałów budowlanych z siedzibą w Koninie. Producent gipsów i gładzi szpachlowych.

## Działalność
Podstawową działalnością przedsiębiorstwa, prowadzoną od 1992 r., jest produkcja mieszanek gipsowych oraz zapraw i klejów cementowych. Wszystkie wyroby obecnie powstają w trzech zakładach:
- Zakład nr 1 w Koninie – produkty gipsowe pod marką „Szpachla Francuska”, tj.: gładzie szpachlowe, gips szpachlowy, gips budowlany syntetyczny, szpachle gipsowe z taśmą i bez taśmy do łączenia spoin płyt gipsowo-kartonowych oraz szpachla do pomieszczeń wilgotnych, gotowa masa szpachlowa finisz, klej montażowy, emulsje gruntujące, tynk dekoracyjny, tynk renowacyjny, farby akrylowe i silikonowe oraz zewnętrzne tynki dekoracyjne mokre: akrylowe i silikonowe.

- Zakład nr 2 w Połańcu – produkcja gipsu prażonego i gipsów tynkarskich: maszynowy MT-1 Lekki, MT-2 Standard i ręczny,

- Zakład nr 3 w Sławnie koło Opoczna – wszystkie materiały oparte na cemencie: kleje do płytek, wylewki posadzkowe, zaprawy: murarska, tynkarska i cienkowarstwowa, obrzutka cementowa i tynk maszynowy cementowo-wapienny, kleje do styropianu, siatki, wełny mineralnej oraz mineralne zewnętrzne tynki dekoracyjne białe „kornik” i „baranek”.

Przedsiębiorstwo jest jednostką dominującą grupy kapitałowej, w skład której wchodzą dwie spółki zależne: Elpoeko w Połańcu i Franspol-Eco w Koninie. Elpoeko zajmuje się zagospodarowaniem ubocznych produktów spalania, tj. popiołów lotnych, mieszanek popiołowo-żużlowych, mikrosfer i gipsu syntetycznego powstałego z mokrego procesu odsiarczania spalin. Spółka Franspol-Eco została założona w 2008 r. Zajmuje się produkcją, przetwórstwem i sprzedażą biomasy na potrzeby energetyki.
Franspol prowadzi sprzedaż w hurtowniach własnych, zlokalizowanych w Koninie, Kole i Słupcy. Jest także zrzeszony w grupie sprzedażowo-zakupowej Polskie Składy Budowlane. Wyroby Franspolu można je znaleźć w ponad tysiącu placówek w Polsce oraz za granicą.